# Musée de la Marine (Stockholm)
Pour les articles homonymes, voir Musée de la Marine.
Le musée de la Marine de Stockholm (en suédois : Sjöhistoriska museet) est un musée maritime situé en Suède dans le quartier de Gärdet dans l'arrondissement d'Östermalm dans le centre de la ville.

## Description
Le musée offre une vue panoramique sur la baie de Djurgårdsbrunnsviken. Le bâtiment a été construit par l'architecte Ragnar Östberg entre 1933 et 1936.
Au rez-de-chaussée se trouve un département sur l'histoire de la marine suédoise comprenant plusieurs maquettes détaillées de vaisseaux du XVIIIe siècle. 

Le deuxième étage comprend des expositions de la flotte marchande suédoise. 

En sous-sol se trouve la reconstitution d'une cabine de l'Amphion, navire royal de Gustave III de Suède.
Le bâtiment, légèrement incurvé et inspiré de l'architecture néoclassique d'Olof Tempelman (1746-1816), sert de toile de fond pour le parc alentour où des concerts sont tenus chaque année. Ce fut la dernière grande commande de Ragnar Östberg qui est aussi l'auteur de l'hôtel de ville de Stockholm. Le terrain sur lequel il est bâti a aussi accueilli l'exposition de Stockholm de 1930 (Stockholmsutställningen 1930). Comme cette exposition fut une importante manifestation du fonctionnalisme, le musée montre aussi le point de vue de l'architecte dans le débat autour de l'introduction de ce style en Suède. La coupole centrale est entièrement construite en briques.
À l'extérieur du musée se trouve une statue simplement appelée « le Marin » (Sjömannen): mémorial aux marins suédois morts pendant la Seconde Guerre mondiale.